# فائز الحداد
فائز الحداد  شاعر عراقي من مواليد الفلوجة. تخرج في كلية العلوم السياسية ببغداد عام 1980. وعمل سابقا موظفًا في وزارة الخارجية . كما عمل مسؤولًا لصفحات ثقافية في العديد من الجرائد، وله عشرات الدراسات والمقالات في الأدب والنقد الادبي.
يقود تيار جماعة اختلاف في قصيدة النثر العربية وله عشرات الدراسات والمقالات في الصحف والمجلات العربية في الأدب ونقد الأدب.
سماه النقاد العرب بالعرّاب ويُعدُّ بين معاصريه الشعراء الأكثر حظوة في الدراسات النقديّة والحوارات الأدبية والصحفية عربيا. ترجمت أعماله إلى اللغتين الفرنسية والإنجليزية عن دار أمازون بأمريكا وعن دار العراب بدمشق.[بحاجة لمصدر]

## أعماله الشعرية
- قمر الغائب.[3]
- قبعة الأفعى.[3]
- لا هوية لباب.
- مدائن في مدن.[4]
- روزالين.
- مرايا آدم.

### تحت الطبع
- غرانيق الأمس.[5]

### مخطوطات
- أرتاب من وحشة الخطى (شعر).[6]
- نزلاء الأرض الحرام (دراسات نقدية).[7]
- شهود التجربة (نقد).

## وصلات خارجية
- شهادة وفاة للشاعر فائز الحداد.
- فائز الحداد أحد كتاب الحوار المتمدن.
- حوار النخبة مع فائز الحداد الحلقة العاشرة مع الدكتور حسين أبوسعود.
- فائز الحداد ..الشاعر الذي تمكن من إتقان بنائه الشعري بإحكام.
- الاختلاف بين قصيدة النثر والنص المفتوح/ فائز الحداد.